# Leucothyreus guadulpiensis
Leucothyreus guadulpiensis är en skalbaggsart som beskrevs av Hermann Burmeister 1844. Leucothyreus guadulpiensis ingår i släktet Leucothyreus och familjen Rutelidae. Inga underarter finns listade i Catalogue of Life.